# Коул, Джоанна
Джоанна Коул (англ. Joanna Cole; 11 августа 1944, Ньюарк, Нью-Джерси — 12 июля 2020), — американская детская писательница. Наибольшую известность ей принесла серия книг «Волшебный школьный автобус», по которой был поставлен одноименный мультипликационный сериал. В целом является автором более чем 250 кратких иллюстрированных книг.

## Биография
Родилась в г. Ньюарк, штат Нью-Джерси, детство провела в соседнем городе Ист-Орандж. Ещё в детстве любила уроки по естественным наукам, тем более, что у неё была учительница, напоминавшая по характеру будущую героиню её серии книг «Волшебный школьный автобус», миссис Фризл. Училась в Массачусетском и Индианском университетах, окончила обучение в Сити-колледже в Нью-Йорке со степенью бакалавра психологии. Посетив ряд курсов повышения квалификации, проработала год библиотекарем в начальной школе Бруклина. Позднее стала сотрудником отдела связи с читателями в Newsweek, заместителем редактора книжного клуба SeeSaw при издательстве Scholastic, затем старшим редактором издательства Doubleday Books по отделу юных читателей.
С 1980 года — фрилансер, писала детские книги и статьи для журнала Parents. Первая книга из серии «Волшебный школьный автобус» была написана в 1985 г. и опубликована в следующем году. Серия книг пользовалась постоянным успехом, были проданы миллионы экземпляров на разных языках. Последней в этой серии вышла книга «Волшебный школьный автобус и изменение климата» (2010). По этой серии книг был поставлен одноимённый мультипликационный сериал.
В последние годы жизни вместе с мужем Филипом жила в Норфолке.